# Juan Bautista Altolaguirre
Juan Bautista Altolaguirre(Buenos Aires, Imperio español; 21 de abril de 1733-Santa Bárbara, provincia de Santa Cruz de la Sierra, Provincias Unidas del Río de la Plata; 7 de octubre de 1815) fue un militar realista nacido en Buenos Aires que luchó en la guerra de Independencia de la Argentina, manteniendo su fidelidad al Ejército Real.

## Biografía
Juan Bautista Altolaguirre nació en Buenos Aires, Gobernación del Río de la Plata (Imperio Español), el 21 de abril de 1733, hijo de Martín de Altolaguirre, fundador de la rama porteña de esa familia de origen vasco, y de María Josefa Pando Patiño y Sosa, natural de Buenos Aires.
Fue Contador de Navío de la Real Armada y tras acogerse a una reforma militar el 18 de diciembre de 1805 fue nombrado "Comandante de la Compañía partidaria y frontera del Sud de la provincia de Córdoba de Tucumán" con el grado de capitán de infantería.
En 1806 tras ser vencida la primera de las Invasiones Inglesas se le confió el cuidado de prisioneros ingleses.
El 5 de enero de 1810 fue nombrado por el virrey Baltasar Hidalgo de Cisneros gobernador militar y político de la provincia de Chiquitos, manteniendo así la decisión de su predecesor Santiago de Liniers.
Al producirse la Revolución de mayo de 1810 se opuso al movimiento juntista y se incorporó a las fuerzas realistas. Durante la guerra de Republiquetas, como gobernador de la provincia de Santa Cruz tuvo que enfrentar en la Batalla de Santa Bárbara del 7 de octubre de 1815 a las fuerzas patriotas al mando de Ignacio Warnes.
Altolaguirre atrincheró a sus fuerzas criollas y españolas en el fondo del valle y desplegó a sus flancos a los indios chiquitos. Las fuerzas de Warnes atacaron el flanco realista cargando sobre los indios profiriendo gritos. La desbandada de estos fue inmediata y pronto las tropas españolas fueron rodeadas, desorganizadas y finalmente destruidas hasta el punto de que todos fueron muertos: "nuestros contrarios que circunvalados por todas partes fueron víctimas desde el jefe y caudillo Juan Bautista de Altolaguirre, que hacía de gobernador de esta provincia, hasta el último soldado, sin que arbitrio alguno pudiera contener a los patriotas en su persecución y asolación... Se recogieron aquél día y el siguiente más de 300 cadáveres". El cadáver de Altolaguirre con los de sus soldados fueron cremados por orden de Warnes.